# Leptochitonicola
Leptochitonicola – rodzaj widłonogów z rodziny Chitonophilidae.

## Systematyka
Rodzaj ten wprowadzili w 1991 roku rosyjscy zoolodzy G.W. Awdiejew i B.I. Sirienko dla nowo opisanego przez siebie gatunku Leptochitonicola latus.

### Podział systematyczny
Do rodzaju należą następujące gatunki:
- Leptochitonicola attenuata Avdeev & Sirenko, 2005
- Leptochitonicola hanleyellai Avdeev & Sirenko, 2005
- Leptochitonicola intermedia Avdeev & Sirenko, 2005
- Leptochitonicola latus Avdeev & Sirenko, 1991
- Leptochitonicola sphaerica Avdeev & Sirenko, 2005